# Municipio de Providence (condado de Rowan)
El municipio de Providence (en inglés: Providence Township) es un municipio ubicado en el  condado de Rowan en el estado estadounidense de Carolina del Norte. En el año 2010 tenía una población de 9.985 habitantes.

## Geografía
El municipio de Providence se encuentra ubicado en las coordenadas 35°37′43.5″N 80°23′18.21″O / 35.628750, -80.3883917.